# 加夫佐斯岛
加夫佐斯岛（羅馬化：Gavdos），又译为加夫多斯岛，是希腊最南端岛屿，位于克里特岛以南，隶属克里特大区哈尼亚专区。加夫佐斯岛也是欧洲陆地的最南端。加夫佐斯岛与周边小岛一起组成加夫佐斯市镇。

## 地理
加夫佐斯岛略呈三角形，最高点是Vardia山，海拔345米。加夫佐斯岛西北方向有加夫佐普拉島（意为“小加夫佐斯”）。